# To Kingdom Come: The Definitive Collection
| Críticas profissionais | Críticas profissionais |
| Avaliações da crítica  | Avaliações da crítica  |
| Fonte                  | Avaliação              |
| ---------------------- | ---------------------- |
| allmusic               | 4.5 de 5 estrelas.     |

To Kingdom Come: The Definitive Collection é uma coletânea do grupo de rock The Band lançada em 1989 em LP triplo e CD duplo. As trinta e uma faixas foram em sua maioria tiradas dos oito álbuns que o conjunto gravou pela Capitol Records. 
A faixa-título apareceu originalmente em Music from Big Pink, e é uma das poucas do grupo cantadas pelo guitarrista e compositor Robbie Robertson. 

## Faixas
1. "Back to Memphis - 6:07
2. "Tears of Rage" - 5:22
3. "To Kingdom Come" - 3:19
4. "Long Black Veil" - 3:04
5. "Chest Fever" - 5:15
6. "The Weight" - 4:38
7. "I Shall Be Released" - 3:16
8. "Up On Cripple Creek" - 4:34
9. "Loving You is Sweeter Than Ever" - 3:34
10. "Rag Mama Rag" - 3:04
11. "The Night They Drove Old Dixie Down" - 3:33
12. "The Unfaithful Servant" - 4:18
13. "King Harvest (Has Surely Come)" - 3:40
14. "The Shape I'm In" - 4:04
15. "The W. S. Walcott Medicine Show" - 3:12
16. "Daniel and the Sacred Harp" - 4:13
17. "Stage Fright" - 3:41